# Думный, Всеволод Владимирович
Всеволод Владимирович Думный (1942—2021) — советский и российский учёный, доктор экономических и доктор исторических наук, профессор.

## Биография
Родился 26 июня 1942 года.
В 1964 году окончил исторический факультет и в 1975 году — аспирантуру МГПИ им В. И. Ленина (ныне Московский педагогический государственный университет). В 1964—1967 годах находился в заграничной командировке по линии Министерства просвещения РСФСР. По возвращении в Москву, в 1967—1969 годах работал старшим референтом Комитета молодёжных организаций СССР.
В 1975—1981 годах В. В. Думный преподавал, являлся заместителем декана международного факультета Высшей школы профсоюзного движения им. Н. М. Шверника (ныне Академия труда и социальных отношений). В 1981—1991 годах — доцент кафедры истории КПСС Института общественных наук при ЦК КПСС. В 1991 году защитил докторскую диссертацию на тему «Социал-демократическая интеллигенция в российском политическом процессе: (Полемика на рубеже XIX-XX вв.)». В 1991—1992 годах — референт Генерального директора Фонда социально-политических исследований; в 1992—1993 годах — эксперт, директор Центра международных обменов Горбачёв-фонда; с 1993 года — начальник отдела международных программ.
С 1994 года Всеволод Думный — проректор по международным связям Финансовой академии при Правительстве РФ. Под его руководством интенсивно развивались связи вуза с экономическими вузами, российскими и международными финансово-кредитными институтами. В 2010 году Финансовый университет имел договоры и соглашения о сотрудничестве с 90 организациями 27 стран. В настоящее время он — советник по международному сотрудничеству ректора Финансового университета при Правительстве РФ.
Научная деятельность профессора В. В. Думного отражена более чем в 40 работах, в том числе «История предпринимательства в России», «Люди будущего или люди без будущего (социал-демократическая интеллигенция России на рубеже XIX—XX столетий)». Он входит в состав редакционных советов журнала «Экономика. Бизнес. Банки» и журнала «ВЕСТНИК Финансового университета».
Имеет почетные звания «Заслуженный работник высшей школы Российской Федерации» (Указ Президента РФ от 21.01.2011) и «Почётный работник высшего профессионального образования Российской Федерации», награждён орденом Дружбы и медалью «В память 850-летия Москвы».
Был женат на Наталье Николаевне Думной (1947—2015) — ученый, доктор экономических наук, профессор.
Умер 25 июня 2021 года в Москве.